# Lad, Ungern
Lad (tyska: Lott) är en ort (by) i provinsen Somogy i Ungern. Orten hade 531 invånare (2019).